# Goniastrea edwardsi
Goniastrea edwardsi là một loài san hô trong họ Faviidae. Loài này được Chevalier mô tả khoa học năm 1971.